# Bolsa de Túnez
La Bolsa de Túnez (en francés : Bourse de Tunis; en árabe : بورصةتونس) (BVMT) es la única bolsa de valores de todo el país. Su sede se encuentra en la ciudad de Túnez. Fue fundada en 1969 y actualmente opera con cincuenta compañías.

## Historia
La creación de la Bolsa de Valores se remonta a febrero de 1969. Aunque esta creación es relativamente antigua, el papel de la Bolsa en la financiación de la economía tunecina ha sido limitado o incluso insignificante debido al predominio del Estado y de los bancos. Esto se traduce en niveles significativos de creación de dinero e inflación.
La Bolsa es vista entonces más como una oficina de registro de transacciones que como un espejo de la economía con su lugar en la financiación empresarial. Además, la capitalización bursátil representaba apenas el 1 % del PIB a finales de 1986.
Como parte del plan de ajuste estructural, en 1988 se inició una reforma del mercado financiero con el objetivo de establecer un marco jurídico que permitiera al mercado contribuir a la financiación de la economía. Los depósitos en los bancos están sujetos a impuestos, los tipos de interés sobre los depósitos están cayendo a raíz del descenso de la tasa de inflación y los ahorros en valores se benefician de una tributación favorable con la eliminación de los impuestos sobre las ganancias de capital y los dividendos. El impuesto sobre la renta de sociedades también se redujo del 80 % al 35 %.
En 2015, tras una vacante de cinco meses en el puesto de director general, Bilel Sahnoun fue nombrado Director de la Bolsa de Valores, cargo en el que reemplazó a Mohamed Bichiou.
En 2016, el índice de referencia de la Bolsa de Túnez, Tunindex, registró un aumento del 8,86 %, aumento que se confirmó en el ejercicio 2017, cuando registró un crecimiento del 14,45% ese año.
En octubre de 2019, tras evaluar la solicitud de la Bolsa de Túnez, la Federación Mundial de Bolsas anunció que se había convertido en uno de sus miembros. Esta membresía permite a la Bolsa de Valores de Túnez aumentar la visibilidad de las empresas que cotizan en su bolsa entre los inversores extranjeros.